# Jajecznik

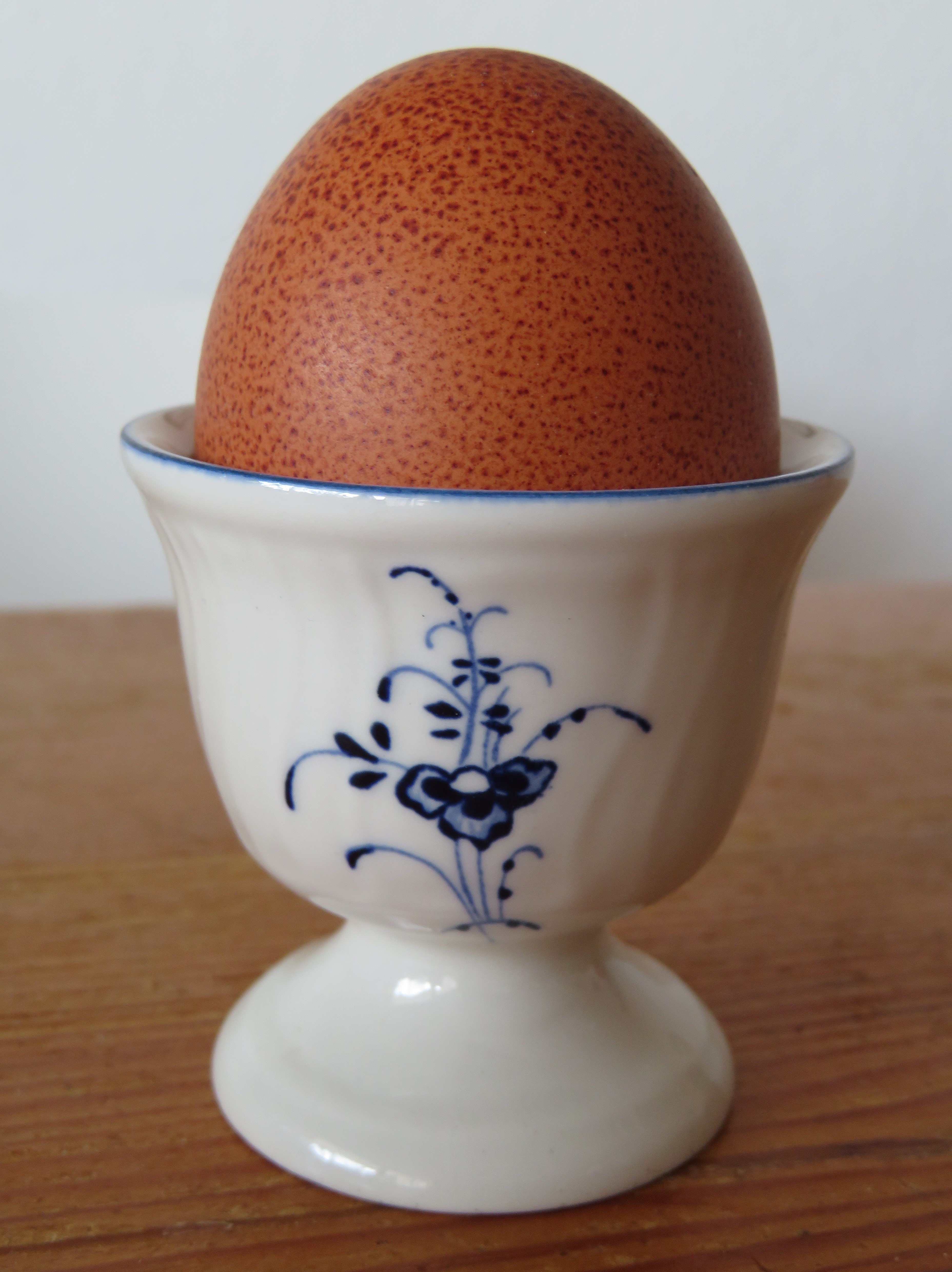
Jajko w kieliszku do jajek

Jajecznik – element zastawy stołowej służący do podawania jajek ugotowanych na miękko lub na twardo. Może zawierać od jednego do kilkunastu wgłębień na jajka. Jajecznik w kształcie małego kieliszka, przeznaczony do podawania i jedzenia jajka na miękko, nazywany jest kieliszkiem do jajek lub kieliszkiem na jajko. Inne spotykane nazwy: podstawka do jajek.

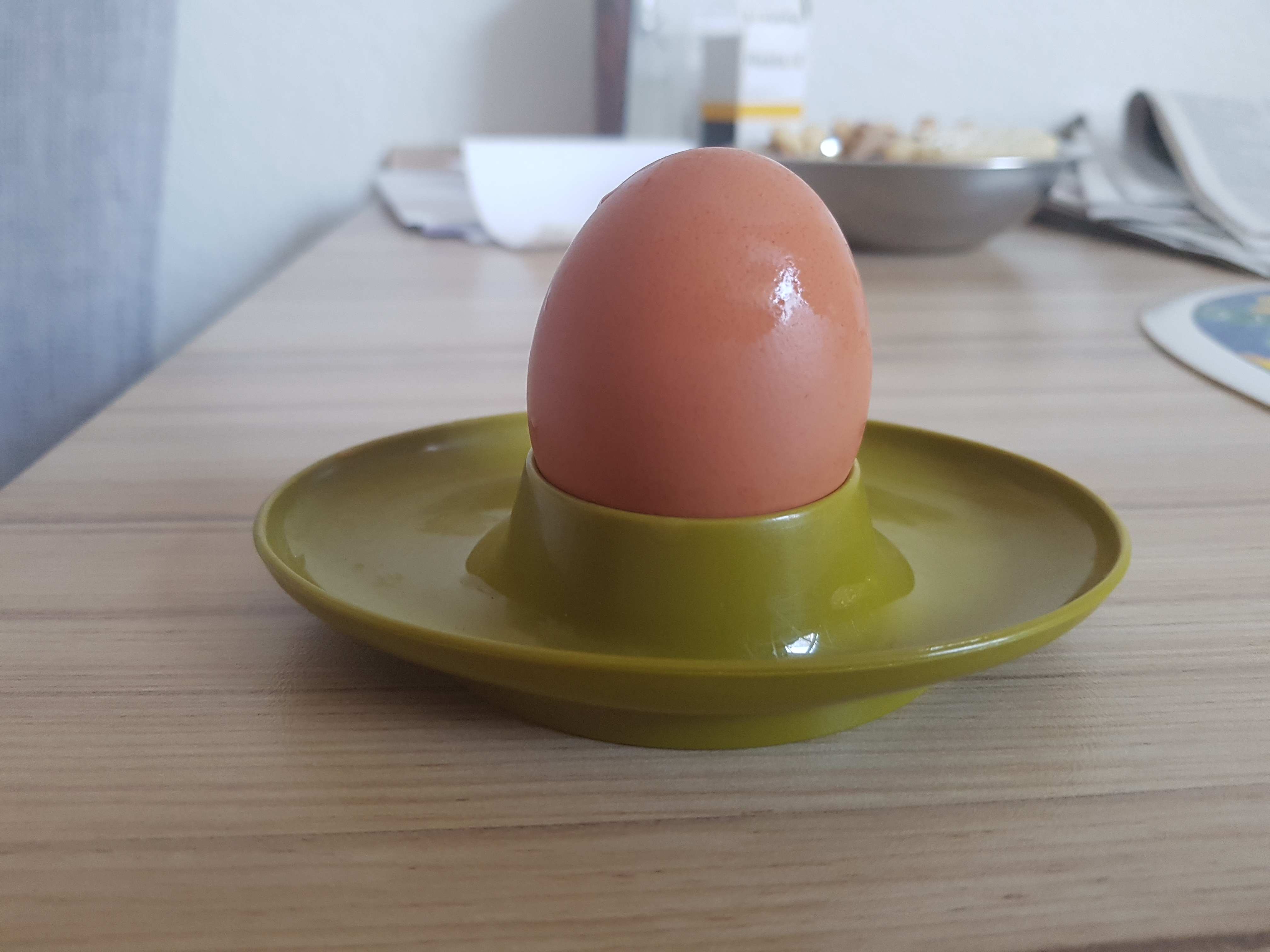
Jajko w jajeczniku - talerzyku (podstawce) z miejscem na jajko i wysokim rantem
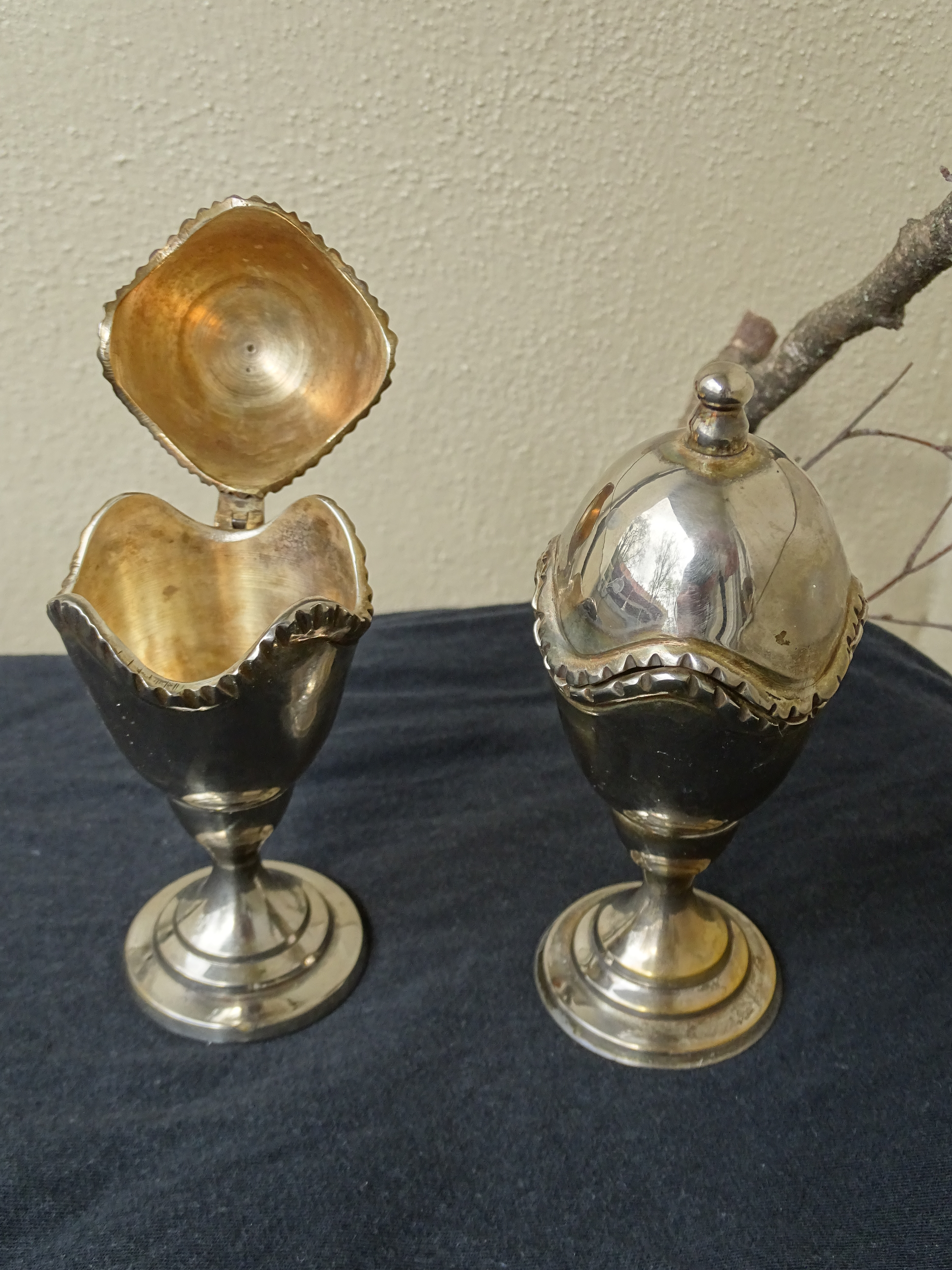
Srebrne, zamykane kieliszki do jajek (XVIII w.)
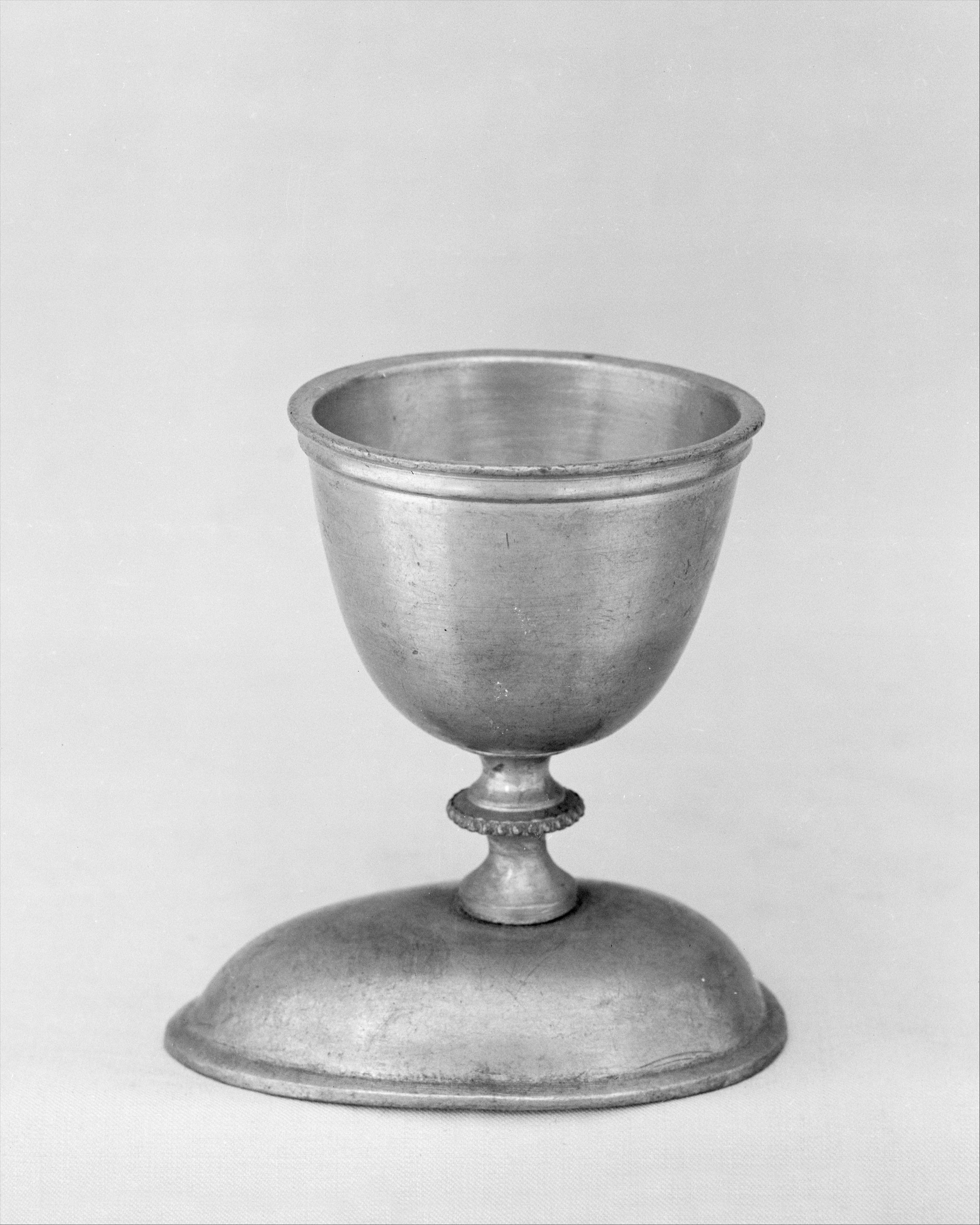
Dwustronny kieliszek do jajek wykonany z pewteru (XVIII w.)
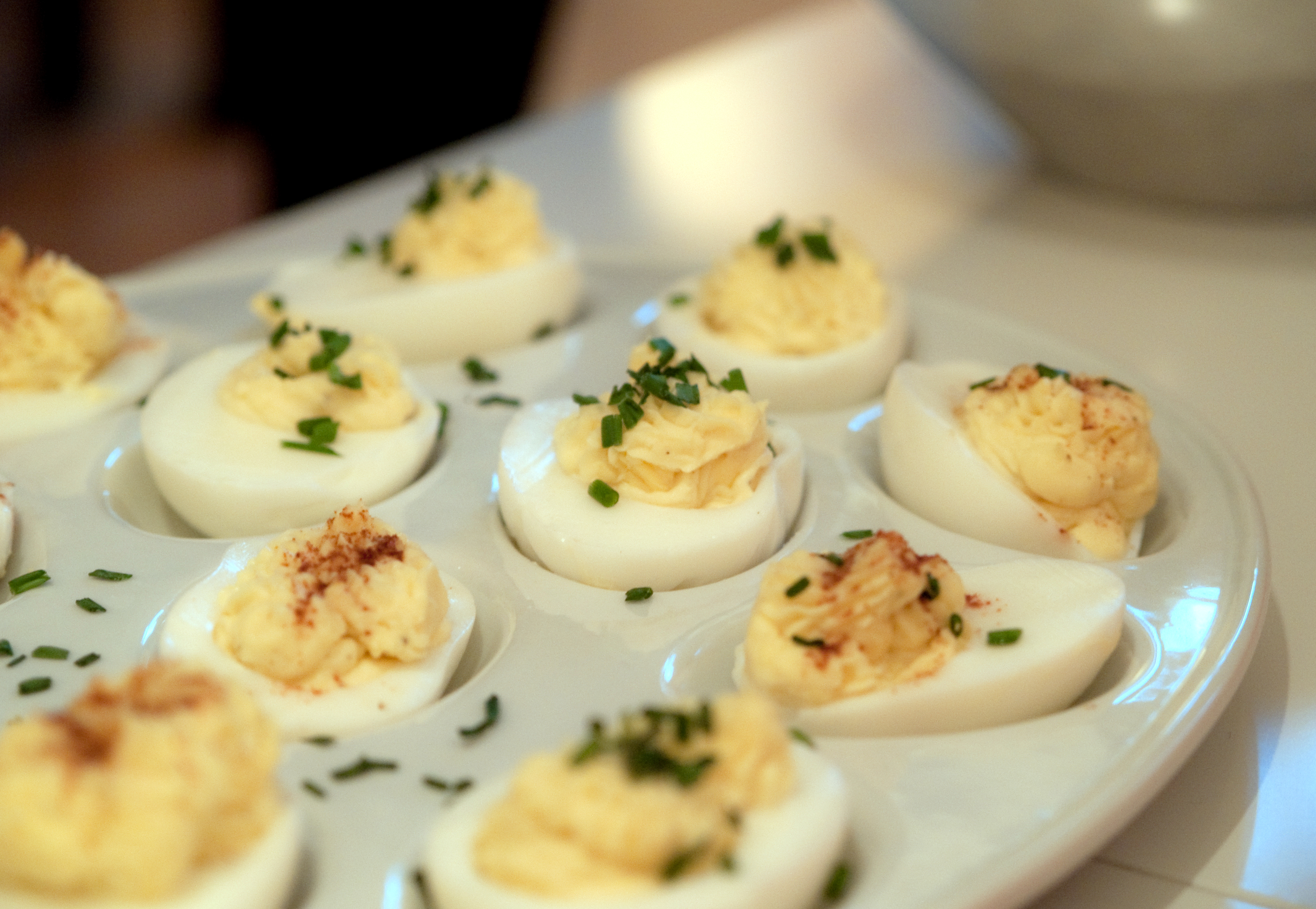
Jaja faszerowane podane w jajeczniku
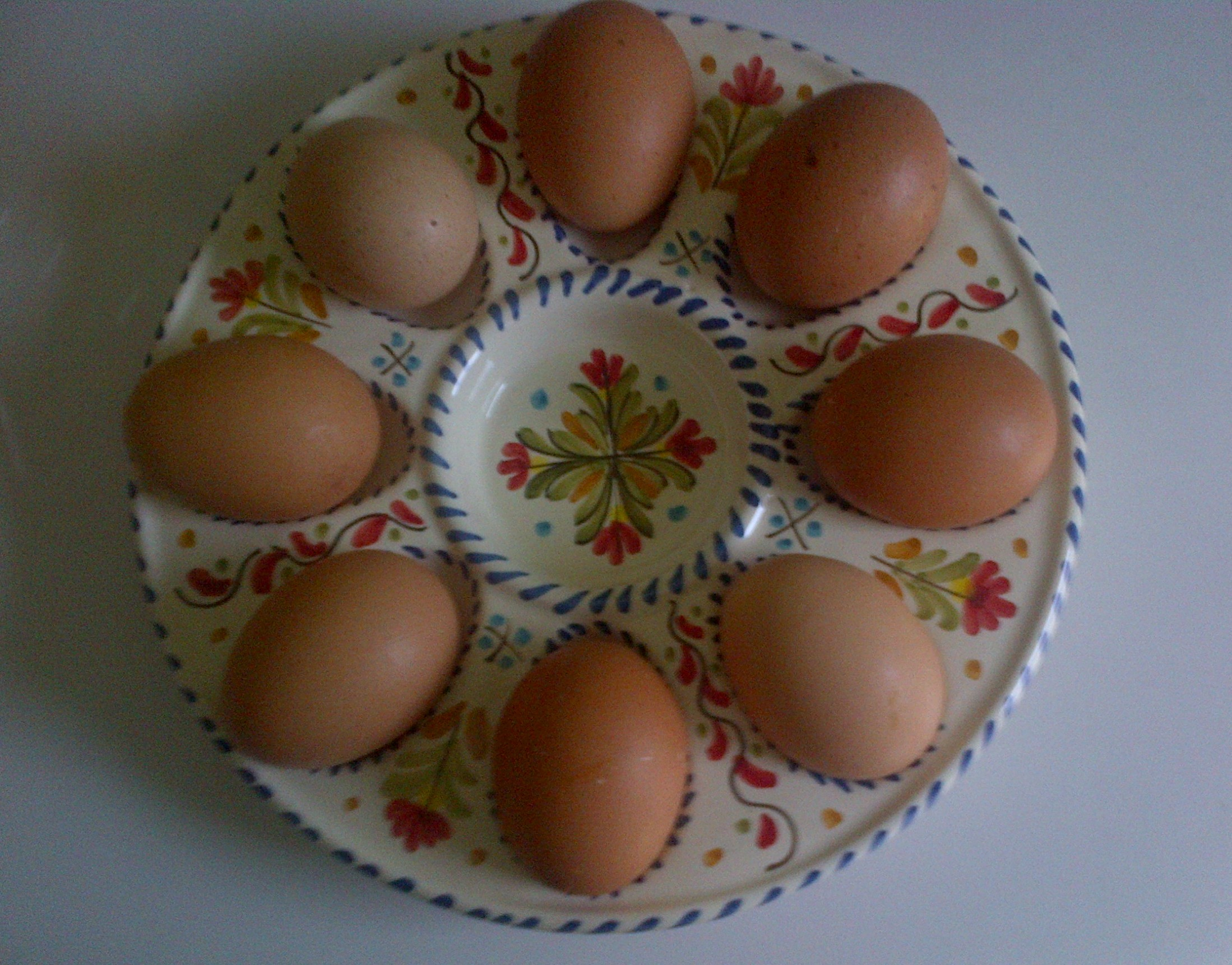
Jajka ułożone w jajeczniku